# Temporada 1892 de la Liga Nacional
La Temporada 1892 de la Liga Nacional fue la decimoséptima temporada de la Liga Nacional.
Los Boston Beaneaters lograron su quinto campeonato en la liga.

## Estadísticas
|                       | \| Liga Nacional[2] \| \| \| \| \| \| Club \| G \| P \| PG % \| GB \| \| Boston Beaneaters \| 102 \| 48 \| .680 \| - \| \| Cleveland Spiders \| 93 \| 56 \| .624 \| 8.5 \| \| Brooklyn Grooms \| 95 \| 59 \| .617 \| 9.0 \| \| Philadelphia Phillies \| 87 \| 66 \| .569 \| 16.5 \| \| Cincinnati Reds \| 82 \| 68 \| .547 \| 20.0 \| \| Pittsburgh Pirates \| 80 \| 73 \| .523 \| 23.5 \| \| Chicago Colts \| 70 \| 76 \| .479 \| 30.0 \| \| New York Giants \| 71 \| 80 \| .470 \| 31.5 \| \| Louisville Colonels \| 63 \| 89 \| .414 \| 40.0 \| \| Washington Senators \| 58 \| 93 \| .384 \| 44.5 \| \| St. Louis Browns \| 56 \| 94 \| .373 \| 46.0 \| \| Baltimore Orioles \| 46 \| 101 \| .313 \| 54.5 \| |     |      |      |
| Liga Nacional         | |     |      |      |
| Club                  | G | P   | PG % | GB   |
| Boston Beaneaters     | 102 | 48  | .680 | -    |
| Cleveland Spiders     | 93 | 56  | .624 | 8.5  |
| Brooklyn Grooms       | 95 | 59  | .617 | 9.0  |
| Philadelphia Phillies | 87 | 66  | .569 | 16.5 |
| Cincinnati Reds       | 82 | 68  | .547 | 20.0 |
| Pittsburgh Pirates    | 80 | 73  | .523 | 23.5 |
| Chicago Colts         | 70 | 76  | .479 | 30.0 |
| New York Giants       | 71 | 80  | .470 | 31.5 |
| Louisville Colonels   | 63 | 89  | .414 | 40.0 |
| Washington Senators   | 58 | 93  | .384 | 44.5 |
| St. Louis Browns      | 56 | 94  | .373 | 46.0 |
| Baltimore Orioles     | 46 | 101 | .313 | 54.5 |

|  | Campeón. |